# Speculum humanae salvationis

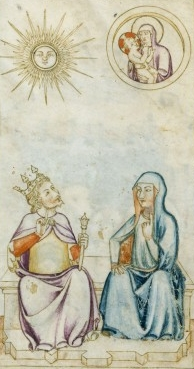
Miniature tirée du plus ancien manuscrit du Speculum humanae salvationis, Bibliothèque de l'Arsenal, Ms.593, 1324.

Le Speculum humanæ salvationis (latin : Miroir du salut humain) est une œuvre latine datée du premier quart du XIVe siècle. Ce traité de théologie est basé sur le principe de la typologie biblique, c'est-à-dire la confrontation de scènes du Nouveau Testament et de l'Ancien Testament. Le texte est anonyme. Même s'il a longtemps été attribué à Vincent de Beauvais, les spécialistes s'accordent pour y voir Ludolphe le Chartreux. Il s'agit d'une des œuvres les plus diffusées à la fin du Moyen Âge, faisant l'objet de nombreux manuscrits enluminés puis d'incunables.

## Le texte
L'œuvre se veut une description de la chute de l'Homme et l'histoire de sa rédemption. L'histoire précédant l'arrivée du Christ n'est qu'une préfiguration de la vie du sauveur. Chaque fait de la vie du Christ se retrouve annoncé dans un ou plusieurs épisodes décrits dans l'Ancien Testament ou dans l'histoire profane. Chaque chapitre contient quatre parties : une scène de la vie du Christ et trois histoires la préfigurant. Chacun des quarante-deux chapitres est composé de cent lignes rimées. Ils sont précédés d'un prologue et d'une table. Ce prologue, de cent lignes, contient la justification de l'auteur sous la forme d'une parabole. La table, le plus souvent au début de l'ouvrage, contient pour sa part trois cents lignes. Beaucoup de manuscrits sont composés, outre des quarante-deux chapitres, de trois autres chapitres qui ne sont plus typologiques comme les précédents  : le premier contient la description des sept stations de la Passion du Christ, le suivant les sept douleurs de la Vierge et le dernier ses sept joies.
Chaque chapitre constitue une unité, s'achevant par une prière : il constitue ainsi un sermon dont pouvaient s'inspirer les prédicateurs de l'époque. 
Le texte ayant été très souvent illustré de miniatures, sous la forme de manuscrits produits en série, leur forme est très souvent standardisée : un chapitre occupe le plus souvent deux pages, à raison de deux colonnes de vingt-cinq lignes par page, avec une miniature ou autre illustration en haut de chaque colonne. Chaque ouvrage complet doit ainsi contenir cent quatre-vingt-douze miniatures au total.

## Datation et attribution
Le texte indique qu'il a été écrit après le déplacement de la papauté à Avignon en 1309 et les deux plus anciens manuscrits conservés remontent à 1324 (BNF Lat.9584 et Arsenal 593),. Cependant, les trois derniers chapitres pourraient avoir été ajouté plus tard, les plus anciens manuscrits remontant au milieu du XIVe siècle.
Le texte a longtemps été attribué à Vincent de Beauvais, dominicain auteur de plusieurs compilations et de Speculum au début du XIIIe siècle. C'est notamment le cas de l'auteur de l'une des plus fameuses traductions en français du texte, Jean Miélot qui le désigne comme l'auteur original, alors qu'il s'agit d'un anachronisme. Plusieurs indices dans le texte montrent en effet une influence de la spiritualité dominicaine. Dans le chapitre 42, dans la description du ciel, le dominicain saint Thomas d'Aquin est mis au même niveau que les Pères de l'Église, Grégoire, Jérôme, Ambroise et Augustin. 
La plupart des spécialistes y voient la main de Ludolphe le Chartreux, moine d'origine saxonne, devenu dominicain en 1314, mais entré en 1340 au couvent des chartreux de Strasbourg. Il est l'auteur d'une Vita Christi dont des passages sont repris in extenso dans le Speculum.

## Diffusion et traduction

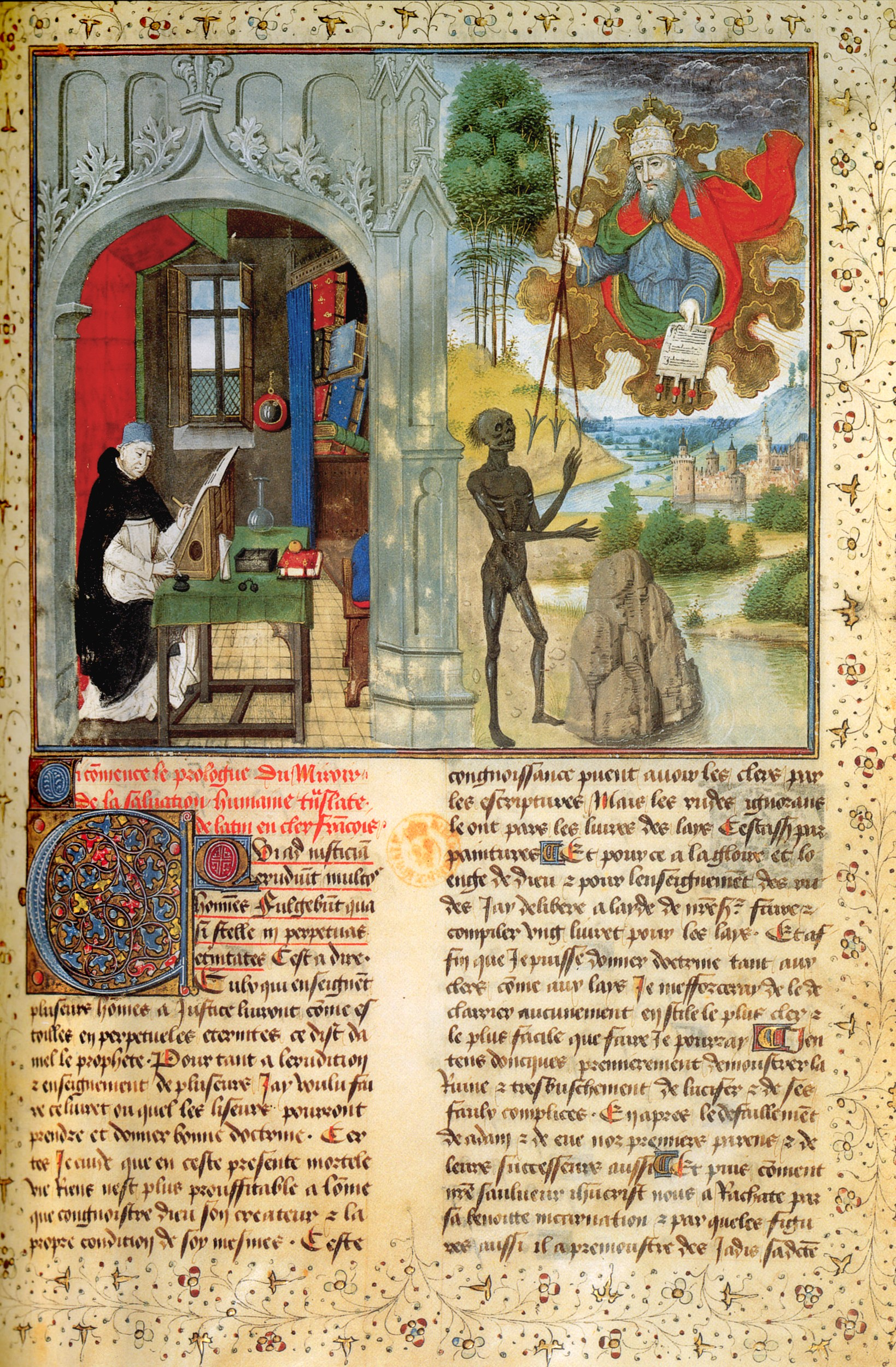
Frontispice d'un manuscrit du Miroir de la salvation humaine de Jean Miélot pour Philippe III de Bourgogne.

Le livre a connu une diffusion considérable : 350 manuscrits des XIVe et XVe siècles sont recensés en latin, ainsi que dans des traductions en français, allemand, anglais, néerlandais et tchèque. La plupart des bibliothèques connues à cette époque en possède un manuscrit. Presque tous les exemplaires connus sont enluminés, sur le même modèle que les deux exemplaires de 1324. 
En 1448, Philippe III de Bourgogne commande à Jean Miélot une traduction du texte en français. Il l'intitule Le Miroir de la salvation humaine. Jean Miélot réalise alors lui-même un manuscrit original (Bibliothèque royale de Belgique, Ms. 9249–50), appelé Minutes, destinées à servir de modèle pour les autres manuscrits enluminés qui sont copiés et peints par la suite. 
Toujours au XVe siècle, de nombreux ouvrages décorés de xylographies sont réalisés dans les Pays-Bas, notamment à l'initiative de Laurent Coster. Une centaine de ces ancêtres des incunables sont encore conservés de nos jours. 